# So che c'è un uomo
So che c'è un uomo è un mediometraggio di Gianclaudio Cappai, uscito nel 2009 e interpretato tra gli altri da Roberta Mattei e Daniela Virgilio.
Caratterizzato da una breve durata, soltanto 33 minuti, il film è stato presentato in concorso alla 66ª Mostra internazionale d'arte cinematografica di Venezia nella sezione Corto Cortissimo.

## Trama
Una famiglia senza controllo vive abbandonata in uno sperduto casale tra campagne arse dal sole. Uniti e sradicati, si trascinano corrosi dai dubbi, tensioni e da una promiscuità morbosa. Per loro la vita sembra un ascesso da estirpare, tra combattimenti di galli, litigi, sudore che cola, affetto disperato. Esasperati dalla follia di un figlio dolcemente crudele, soltanto uno dei componenti della famiglia cerca una soluzione e, forse, la troverà nel sacrificio abramico.

## Riconoscimenti
Il film ha vinto il Premio Miglior film a Visioni Italiane 2010 con la seguente motivazione: per aver dato vita ad un racconto di grande forza espressiva ed emotiva in cui atmosfere rarefatte ed ambigue si incarnano in modo efficace nei volti e nella fisicità degli attori.
Nel 2009 si aggiudica L'Ovidio d'argento per la miglior regia al Sulmonacinema Film Festival con la seguente motivazione: Per la capacità di raccontare l'intimità di una storia attraverso una sapiente orchestrazione di elementi visivi e sonori. È infatti la dimensione estetica del film a generare il senso di questa elaborata partitura, all'interno della quale lo spettatore può rompere il muro dell'immagine per accedere direttamente alla fisicità di ambienti e personaggi.